# Kearny (Arizona)
Kearny és una població dels Estats Units a l'estat d'Arizona. Segons el cens del 2007 tenia 3.104 habitants.

## Demografia
Segons el cens del 2000, Kearny tenia 2.249 habitants, 791 habitatges, i 616 famílies La densitat de població era de 311,2 habitants/km².
Dels 791 habitatges en un 34,8% hi vivien nens de menys de 18 anys, en un 65% hi vivien parelles casades, en un 9,2% dones solteres, i en un 22,1% no eren unitats familiars. En el 19,1% dels habitatges hi vivien persones soles el 10,6% de les quals corresponia a persones de 65 anys o més que vivien soles. El nombre mitjà de persones vivint en cada habitatge era de 2,84 i el nombre mitjà de persones que vivien en cada família era de 3,25.
Per edats la població es repartia de la següent manera: un 29,9% tenia menys de 18 anys, un 7,6% entre 18 i 24, un 21,7% entre 25 i 44, un 26,7% de 45 a 60 i un 14,1% 65 anys o més.
L'edat mediana era de 37 anys. Per cada 100 dones de 18 o més anys hi havia 89,5 homes.
La renda mediana per habitatge era de 39.906 $ i la renda mediana per família de 42.313 $. Els homes tenien una renda mediana de 40.056 $ mentre que les dones 23.684 $. La renda per capita de la població era de 16.797 $. Aproximadament el 12,1% de les famílies i el 13,2% de la població estaven per davall del llindar de pobresa.

## Poblacions més properes
El següent diagrama mostra les poblacions més properes.